# Daniela Sabatino
Daniela Sabatino (ur. 26 czerwca 1985 w Agnone, Włochy) – włoska piłkarka, grająca na pozycji napastnika.

## Kariera piłkarska

### Kariera klubowa
W 2000 rozpoczęła karierę piłkarską w Picenum CF. Potem występowała w klubach Isernia, Casalnuovo i Monti del Matese. W sezonie 2005/06 broniła barw szwajcarskiego zespołu FC Rapid Lugano. Po powrocie do ojczyzny, została zawodniczką Reggiany. 20 lipca 2010 przeniosła się do Brescia Femminile. Po przekazaniu tytułu sportowego Milanowi latem 2018 została jej piłkarką. W sezonie 2019/20 broniła barw Sassuolo. W 2020 została zaproszona do Fiorentiny.

### Kariera reprezentacyjna
22 października 2011 debiutowała w narodowej reprezentacji Włoch w meczu przeciwko Macedonii.

## Sukcesy i odznaczenia

### Sukcesy piłkarskie
Reggiana CF
- zdobywca Pucharu Włoch: 2010

Brescia Femminile
- mistrz Włoch: 2014, 2016
- zdobywca Pucharu Włoch: 2012, 2015, 2016
- zdobywca Superpucharu Włoch: 2014, 2015, 2016

Monti del Matese
- mistrz Serie A2: 2005

Isernia, Monti del Matese
- mistrz Serie B: 2002, 2004

### Sukcesy indywidualne
- królowa strzelców Mistrzostw Włoch: 2011 (25 goli, razem z Patrizia Panico)
- najlepsza piłkarka Włoch  - "Pallone d'oro": 2014